# Route nationale 24 (Inde)
Pour les articles homonymes, voir Route nationale 24.
La Route nationale 24 (en anglais : National Highway 24, sigle NH 24), une route nationale  en Inde qui commence à Sonauli (en) et se termine à Saiyad Raja (en).

## Tracé
La NH24 part de Sonauli (en) à la frontière entre l'Inde et le Népal, puis traverse Nautanwa, Kolhui, Pharenda, Rawatganj, Gorakhpur, Bhaurapur, Kauriram, Barhalganj, Doharighat, Ghosi, Mau, Mardah, Ghazipur, Zamania et se termine à Saiyad Raja (en) dans l'État de l'Uttar Pradesh,.

## Histoire
Cette autoroute a été créée en renumérotant les anciennes NH29 et NH97 selon le nouveau système de numérotation des routes nationales.